# Rdesktop
rdesktop è un software open source che permette di accedere a sistemi operativi basati su Windows da un computer che utilizza un sistema operativo basato su Unix o Linux. Questo software utilizza il protocollo Remote Desktop Protocol (RDP) per fornire un'interfaccia grafica utente completa e funzionalità di trasferimento file per l'accesso remoto a un computer basato su Windows.